# Duane Bickett
Duane Clair Bickett (Los Angeles, 1º dicembre 1962) è un ex giocatore di football americano statunitense che ha giocato nel ruolo di linebacker nella National Football League. Fu scelto come quinto assoluto nel Draft NFL 1985 dagli Indianapolis Colts. Al college ha giocato a football a USC.

## Carriera professionistica
Bickett fu scelto come quinto assoluto nel Draft 1985 dagli Indianapolis Colts. Nella sua prima stagione fece registrare 6 sack e un intercetto, venendo premiato come rookie difensivo dell'anno. Nel 1987 mise a segno un massimo in carriera di 8 sack, venendo convocato per il Pro Bowl. Rimase ai Colts fino al 1993, dopo di che passò due stagioni coi Seattle Seahawks e l'ultima della carriera nel 1996 con i Carolina Panthers.

## Palmarès
- Convocazioni al Pro Bowl: 1

1987
- All-Pro: 3

1987, 1988
- Rookie difensivo dell'anno - 1985
- PFWA All-Rookie Team - 1985